# Elias (profet)
Profeten Elias (gr. form af det hebr. navn Elija [e·lij'ja∙] "Jahve er Gud" eller "Herren er min Gud") kom fra Tishbe i Gilead, Israel. Han levede på kong Akabs tid, omkring midten af det 9. århundrede fvt. Elias optræder i Bibelen (GT) i 1 Kong 17, til 2 Kong 2, i en række fortællinger.

## Styrkeprøven med Ba'al
En central begivenhed i Elias' liv er den store kamp mellem Jahve og de kanaanæiske Ba’al-dyrkere. Denne sidste begunstigedes af Akab og navnlig hans dronning Jezabel. I Ba’alernes tjeneste stod store præsteskaber og profetsamfund, og Jahve-profeterne havde været genstand for forfølgelser.
Elias forkynder Akab, at der vil komme en stor tørke som Herrens straf. Selv drager Elias til bækken Kerit øst for Jordan, hvor han drikker af bækken og får kød og brød bragt af ravne, udsendt fra Herren. Da bækken tørrer ud, byder Herren ham gå til Sarepta ved Sidon. Der tager han ind hos en enke; hun bager brød til ham af sit sidste forråd af mel og olie. Som løn får hun nok af begge dele under hungersnøden. Da hendes søn dør, vækker Elias ham op.
Elias mødes med Akab og de enes om at lade det komme an på en prøve, om hvem der kan få ild fra himlen til at antænde et offer, Elias eller Ba’al-profeterne. Da Elias vinder, kaster folket sig ned og hylder Herren som Gud, hvorefter Elias lader sine modstandere hugge ned ved Kishonbækken. Regnen kommer straks efter.

## Elias' senere liv
Elias flygter nu for Jezabels hævn til Beersheba i Juda. Ude i ørkenen bringer en Herrens engel ham føde, hvorpå han i 40 dage vandrer fastende til Guds bjerg Horeb. Her åbenbarer Herren sig for ham i en mild susen og byder ham vende tilbage til Damaskus og salve Hazael til konge over Aram, Jehu til konge over Israel og Elisa til sin efterfølger som profet.
Efter Akab’s forbrydelse mod Nabot (1 Kong 21) sendes Elias hen for at forkynde ham hans dynastis undergang.
Også under Akazja, Akabs søn, optrådte Elias som forsvareren af Herrens ære, således da den syge konge ville rådspørge en fremmed Gud, Ba’al-Zebub i Ekron, om sin sygdom (Anden Kongebog 1).

## Himmelfarten
Om Elias’ endeligt fortælles der, at han engang gik fra Gilgal over Betel og Jeriko til Jordan sammen med Elisa, som bad om at få to tredjedele af Elias’ ånd. Medens de taler sammen, kommer der en ildvogn med ildheste og borttager Elias i en storm.

## Betydning
Disse fortællinger giver et klart indtryk af en mægtig og ensom skikkelse, der ubøjeligt forfølger sin opgave, både over for mægtige modstandere og over for dem, der halter til begge sider. Han vandt den første afgørende sejr i den kamp, som siden fortsattes af de ældre skriftprofeter. Det stærke indtryk af hans person, som præger fortællingerne, virkede også på senere tider.
Det senere Israel ventede Elias’ genkomst for at forene fædres og sønners hjerter før Herrens dom (Mal 3, 23). Denne forventning om Elias’ komme før Messias var almindelig på Det Nye Testamentes tid (Matt 16,14; 17,10ff. o. a.), og i følge Matt 11,14 så nogle dette opfyldt i Johannes Døberens optræden. Hans betydning udtrykkes andetsteds ved, at han sammen med Moses repræsenterer den gamle pagt (Matt 17).
Blandt nogle kristne opfattes Elias som det ene af de to vidner, som skal forkynde bod og omvendelse for folkeslagene i 1260 dage før Jesu genkomst. (Joh. Åb 11,3-13)
I Talmud nævnes flere enkeltheder om hans virksomhed som Messias’ forløber. Han skal bringe folket til anger, og han skal give den autoritative fortolkning af alle omstridte lovsteder, hvorved uoverensstemmelser bortfalder. Ved syv store undere skal han godtgøre, hvem han er.
Elias nævnes flere gange i Koranen og spiller en rolle i islamisk legendedannelse (se Chadir).